# Propebela pitysa
Propebela pitysa é uma espécie de gastrópode do gênero Propebela, pertencente a família Mangeliidae.